# فردریک فورسایت
فردریک فورسایت (به انگلیسی: Frederick Forsyth) (زادهٔ ۲۵ اوت ۱۹۳۸ – درگذشتهٔ ۹ ژوئن ۲۰۲۵) نویسنده و گهگاه مفسر سیاسی انگلیسی بود. او بیشتر به خاطر رمان‌های مهیجش از قبیل روز شغال، سگ‌های جنگ، پروندهٔ اودسا، تندیس و مُشت خدا، شناخته شده است.

## زندگی و حرفه

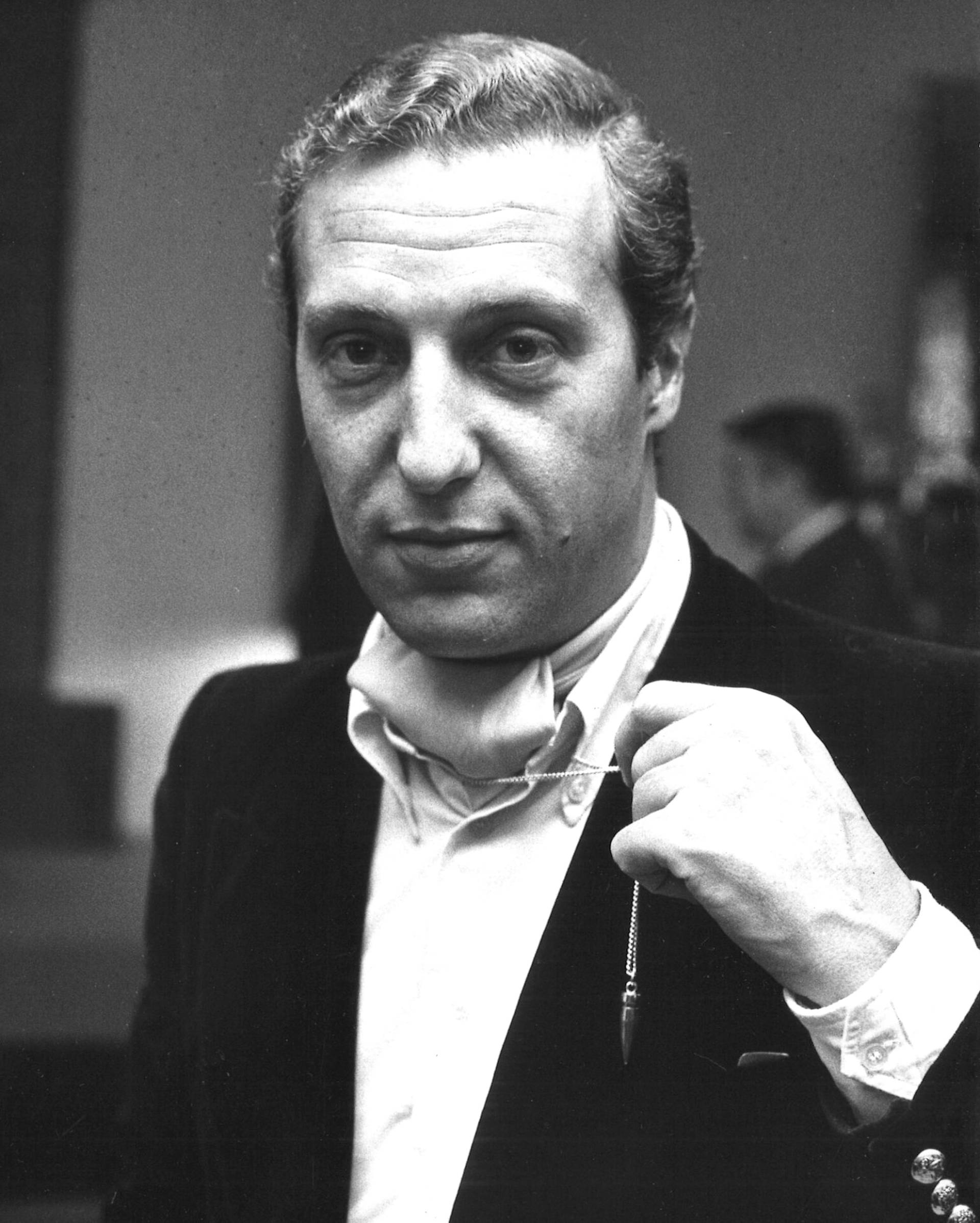
عکس فردریک فورسایت نویسنده انگلیسی در سفرش به فنلاند. او گلوله‌ای را نشان می‌دهد که در جنگ بیافرا به سرش خورد.

فورسایت در اشفورد، کنت به دنیا آمد و در مدرسه تونبریج، یک مدرسه شبانه‌روزی و روزانه خصوصی در شهر بازاری تونبریج و سپس در دانشگاه گرانادا اسپانیا به تحصیل پرداخت. او پیش از آنکه به نویسندگی روی بیاورد در میانه دهه ۵۰ خلبان نیروی هوایی سلطنتی بریتانیا
بود. هنوز ۱۹ سال نداشت که در جرگه نیروهای فعال نیروی هوایی قرار گرفت، اما مقررات سفت و سخت نظامی باب طبع وی نبود بنابراین تصمیم گرفت روزنامه‌نگاری را امتحان کند. در اواخر دهه پنجاه به‌عنوان خبرنگار محلی در یک روزنامه مشغول به‌کار شد و از سال ۱۹۶۱ تا ۱۹۶۸ به عنوان خبرنگار رویترز و بی‌بی‌سی در کشورهای مختلف خدمت کرد. به عنوان خبرنگار بی‌بی‌سی برای تهیه گزارش از جنگ داخلی نیجریه به آن کشور رفت و از نزدیک شاهد جنگ خشونت باری بود که دستمایه نگارش اولین کتابش با عنوان داستان بیافرا شد.
او در زندگی‌نامه خود با عنوان «بیگانه؛ زندگی من» که در سال ۲۰۱۵ منتشر شد فاش کرد که در زمان حضورش در نیجربه در جریان جنگ بیافرا در سال‌های پایانی ۱۹۶۰ از وی خواسته شده از نیجریه اطلاعات بفرستد و این آغازی بر همکاری ۲۰ ساله وی با سازمان اطلاعاتی بریتانیا بوده است.
نخستین رمان او به نام روز شغال در سال ۱۹۷۱ منتشر شد. این رمان دربارهٔ ترور شارل دو گل رئیس‌جمهور فرانسه بود و فرد زینمان بر پایه آن فیلمی موفق به همین نام ساخت.

## آثار
| سال انتشار | عنوان در ایران                                      | نوع اثر       | عنوان اصلی                        |
| ---------- | --------------------------------------------------- | ------------- | --------------------------------- |
| ۱۹۶۹       | داستان بیافرا                                       | ناداستان      | The Biafra Story                  |
| ۱۹۷۱       | روز شغال                                            | داستان        | The Day of the Jackal             |
| ۱۹۷۲       | اودسا / پروندهٔ اودسا                                | داستان        | The Odessa File                   |
| ۱۹۷۴       | سگ‌های جنگ                                           | داستان        | The Dogs of War                   |
| ۱۹۷۵       | چوپان                                               | داستان کوتاه  | The Shepherd                      |
| ۱۹۷۹       | گریزگاه شیطان / گریز از شیطان / گریز راه شیطان      | ناداستان      | The Devil's Alternative           |
| ۱۹۸۲       | امکا                                                | زندگینامه     | Emeka                             |
| ۱۹۸۲       | بی‌بازگشت                                            | مجموعه داستان | No Comebacks                      |
| ۱۹۸۴       | پروتکل چهارم / سازش چهارم                           | داستان        | The Fourth Protocol               |
| ۱۹۸۹       | مأمور مذاکره                                        | داستان        | The Negotiator                    |
| ۱۹۹۱       | فریبکار / قربانی جنگ                                | داستان        | The Deceiver                      |
| ۱۹۹۱       | داستان‌های پرواز بزرگ / ماجرای یک پرواز              | مجموعه داستان | Great Flying Stories              |
| ۱۹۹۲       | -                                                   | داستان        | Sharp Practice                    |
| ۱۹۹۴       | مشت خدا                                             | داستان        | The Fist of God                   |
| ۱۹۹۶       | تندیس / کابوس / عملیات پنهانی (شوروی پس از فروپاشی) | داستان        | Icon                              |
| ۱۹۹۹       | شبح منهتن                                           | داستان        | The Phantom of Manhattan          |
| ۲۰۰۱       | کهنه‌سرباز                                           | داستان        | The Veteran                       |
| ۲۰۰۳       | انتقامجو                                            | ناداستان      | Avenger                           |
| ۲۰۰۶       | افغان                                               | داستان        | The Afghan                        |
| ۲۰۱۰       | کبرا                                                | داستان        | The Cobra                         |
| ۲۰۱۳       | فهرست مرگ                                           | داستان        | The Kill List                     |
| ۲۰۱۵       | زندگی‌نامه خودنوشت                                   | زندگینامه     | The Outsider: My Life in Intrigue |
| ۲۰۱۸       | روباه                                               | داستان        | The Fox                           |